# Matthias Grossmann

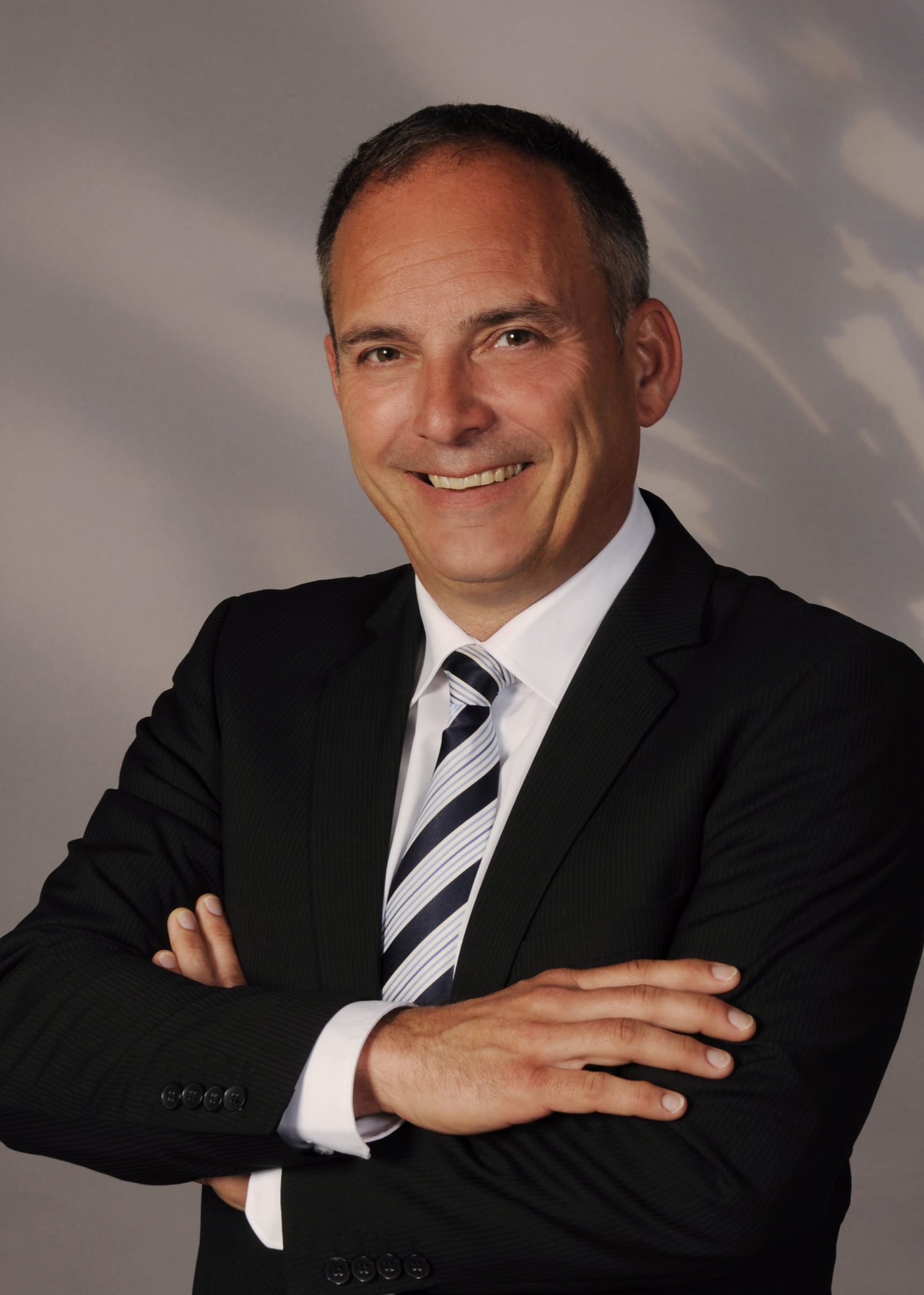
Matthias Grossmann, 2010

Matthias Grossmann (* 1964 in Aschaffenburg) ist ein deutscher Einkaufstrainer, Unternehmensberater und Autor.

## Biographie
Grossmann begann nach dem Studium der Betriebswirtschaft eine Tätigkeit im Einkauf bei General Motors Europe in Spanien. Dort war er Mitarbeiter des bekannten Einkaufsmanagers Ignacio López. Anschließend war er als Einkäufer und Einkaufsleiter in Unternehmen der Automobilzulieferindustrie und des Handels tätig.
Die von ihm im Jahre 1996 gegründete MGS -Training und Beratung für den Einkauf ist auf die Fortbildung von Einkäufern spezialisiert. Themen sind die Methoden zur Preis- und Kostenreduzierung sowie die Verhandlungsführung mit Lieferanten.
Er ist Autor von mehreren Büchern, Hörbüchern und DVDs. Matthias Grossmann veröffentlichte   Beiträge in   Branchenzeitschriften wie dem Einkäufer im Markt. Einige seiner Bücher wurden als Hörbuch veröffentlicht. Er referierte unter anderem 2010 auf dem  von Jürgen Höller veranstalteten Motivationstag, sowie 2012 auf den Frühjahrs-CollegTagen.

## Publikationen
- Die 10 Schritte zum Einkaufserfolg: Preisverhandlungen mit Lieferanten selbstsicher führen – 6. Auflage, expert-Verlag, 2016, ISBN 978-3-8169-3354-0.
- Einkauf: Kosten senken – Qualität sichern – Einsparpotenziale realisieren – 6. Auflage, Redline Verlag, 2011, ISBN 978-3-86881-323-4.
- Einkauf leicht gemacht: Kosten senken – Qualität sichern – 3. Auflage, Redline Verlag, 2007, ISBN 978-3-636-01453-5.

Hörbücher und DVDs
- Im Einkauf liegt der Gewinn – DVD, 2012, ISBN 978-3-00-040057-5.
- Selbstbewusster verhandeln im Einkauf – Hörbuch, Bachmann Mediamotion, 2010.